# 彰化高中日式宿舍群
彰化高中日式宿舍群為彰化高中的舊教職員宿舍，其前身建於1935年的彰化尋常高等小學校教職員宿舍。其中的三棟建築在2018年被登錄為彰化縣歷史建築，而校長宿舍則是彰化縣古蹟，整體為台灣少見的完整教師宿舍群。

## 沿革

### 彰化小學校
小學校為台灣日治時期專供日人就讀的小學，彰化小學校最初在1901年設立在現今彰化市公所的位置。在1930年代，因彰化市役所的財政問題，將原市役所土地售予彰化信用利用組合（今 彰化第一信用合作社），將市役所遷至彰化小學校，而彰化小學校便在1936年遷至了八卦山麓。在1941年《國民學校令》實施後，彰化小學校改稱為大和國民學校。

### 彰化高中
彰化中學校於1942年由民間請願設立，原校址為旭公學校富田分校（今 平和國小）。戰後，其在1946年改制為省立彰化中學，遷至原大和國民學校的校地並沿用其校舍。

## 宿舍保存爭議
彰化高中於2003年開始執行眷舍回收計畫，與當時住戶達成「先核撥補助費，後遷出眷舍」的共識。但後來彰化高中改變政策，亦無發放補助金。國有財產署在2015年發函給彰化高中，欲回收使用率低的宿舍用地，於是彰化高中提出了拆除舊宿舍並新建綜合體育館的計畫，並經學校校務會議高票通過。至於校方與住戶間的在協調無果之下，校方在2016年走上法律途徑，而法院在2017年5月判決原住戶須在2017年8月底前遷出。
2017年6月彰化高中部分校友與在校生將此批舊宿舍提報為文化資產，彰化縣文化局在同年8月11日將其列為暫定古蹟。部分學生發起「課後打掃」活動，希望能藉由整理周遭環境，喚起對老宿舍保存議題的關注。同時，提出校方可以向教育部申請，以古蹟保存活化日式宿舍為目的，將校內老舊的中正堂改建為體育館，讓興建體育館和古蹟保存共存。。
2018年5月25日彰化縣文資審議會決議，將彰中日式宿舍中的校長宿舍列為縣定古蹟，另三棟宿舍登錄為「歷史建築」。因彰中日治時期宿舍原為日本人就讀的「彰化小學校」校長及教師宿舍，其中校長宿舍建築格式為「小學校」校長，不同於一般台灣人就讀的「公學校」規格，是台灣難得一見的完整教師宿舍群。委員會附帶決議，建議彰化高中應依文資法第12條，推動文化資產保存教育，並結合公民教育，納入108新課綱課程，透過民主參與及審議機制，廣納全校師生及社區居民對於「彰化高中日式宿舍群」未來發展的意見，審慎為之。